# Кравченко, Альберт Иванович
Альберт Ива́нович Кра́вченко (род. 13 декабря 1949) — советский и российский философ и социолог, специалист в области теории, методологии и истории социологии, социологии управления, экономической социологии и социологии труда, а также социологии культуры и культурологии. Кандидат философских наук, доктор социологических наук, профессор.

## Биография
Учился в СГУ имени Н. Г. Чернышевского, окончил МГУ имени М. В. Ломоносова.
С 1978 года — в Институте социологических исследований АН СССР, с 1984 — научный консультант, редактор журнала «Социологические исследования», профессор кафедры социологии организаций социологического факультета МГУ, главный научный сотрудник Института социологии РАН.
В 1981 году защитил диссертацию на соискание учёной степени кандидата философских наук по теме «Концепция Тейлора и её роль в буржуазной социологии управления» (специальность 09.00.03 — история философии).
В 1990 году защитил диссертацию на соискание учёной степени доктора социологических наук по теме «Развитие и структура социологии труда. Историко-методологический анализ» (специальность 22.00.03 — социология труда и экономическая социология).
Автор более 200 опубликованных научных трудов, из них около 50 монографий, словарей, справочников и учебных пособий. Среди них: «Социология: общий курс: учебное пособие для вузов» (М., 2002), «Культурология» (2000—2003), «Обществознание» и ряд других.

## Награды
- Ломоносовская премия МГУ II степени  за монографию «Социология. В 3-х т.» (2001)[6]

## Плагиат
В декабре 2002 г. Черёмушкинским районным судом г. Москвы был признан виновным в плагиате: основу главы 7 его книги «Политология: Учебное пособие для студентов. М., 2001» составили фрагменты книги Фархада Ильясова «Политический маркетинг: Искусство и наука побеждать на выборах» (М., 2000). Был приговорён судом к выплате пострадавшему компенсации в сумме 1000 рублей, а издательство опубликовало сообщения о факте плагиата в газетах.

## Сочинения
- Социология труда в XX веке: Историко-критический очерк / Отв. ред. И. В. Бестужев-Лада; АН СССР, Ин-т социол. исслед. — М. : Наука, 1987. — 180, [2] с.
- Социология Макса Вебера : Труд и экономика. — М. : На Воробьевых, 1997. — 206, [1] с. — ISBN 5-88265-014-3
- Добреньков В. И., Кравченко А. И. Социология: В 3 тт: Т. 1: Методология и история, Т. 2: Социальная структура и стратификация, Т. 3: Социальные институты и процессы. — М. : Инфра-М, 2001.
- Культурология : Учебное пособие для вузов. — 5. изд. — М. : Академический Проект, 2003. — 493, [2] с. — (Gaudeamus). — ISBN 5-8291-0230-7
- Добреньков В. И., Кравченко А. И. Фундаментальная социология : В 15 т. — М. : Инфра-М, 2003—2007.
- История социологии в 2 т.: учебник и практикум для академического бакалавриата. — М. : Юрайт, 2019. — (Бакалавр. Академический курс).
- Антология социально-экономической мысли России. XIX–XX века: в 3 т. – М. : Директ-Медиа, 2021. — ISBN 978-5-4499-2097-3 (Том 1).